# 松田康甫
松田 康甫（まつだ こうすけ、1998年10月14日 - ）は、石川県白山市出身のプロ野球選手（投手）。

## 来歴
白山市立松陽小学校、白山市立笠間中学校で野球に取り組み、金沢高等学校3年生時はチームで主戦投手となったが、全国高等学校野球選手権石川大会はベスト8で敗退した。拓殖大学に進学した後は、1年生の冬に肩の手術を受けた影響もありほとんど公式戦登板の機会がなく、4年生の最後にリーグ戦で投げたときには3者連続四球の結果だった。
2020年11月のベースボール・チャレンジ・リーグ（ルートインBCリーグ）ドラフト会議で茨城アストロプラネッツから指名を受け、入団した。茨城が指名したのは、最大で球速146km/hという能力に将来性を見たからと報じられている。
2021年は、7月にトミー・ジョン手術を受けた影響で登板は3試合（うち公式戦2試合）にとどまった。それでも監督のジョニー・セリスからは「野球を楽しく。エンジョイだ」という言葉や練習量を減らすアドバイスを受け、失敗にとらわれない心理や練習の質向上といった効果をもたらし、球速が最大155km/hまで向上した。数少ない登板試合だった4月の巨人3軍との交流戦では3者連続三振を奪い、ロサンゼルス・ドジャースのスカウティングディレクターに注目される。松田は6月頃にゼネラルマネージャーの色川冬馬から「ドジャースに行かないか」と電話で伝えられたが、実感が湧かずに「この人何言っているのかな…」と思ったという。
2022年1月17日、ドジャースとマイナー契約を結んだことが茨城球団より発表され、松田は同日記者会見に臨んだ。4月に渡米し、通訳のいない状態でアリゾナ州のルーキーリーグの練習に参加した。5月にルーキー級のアリゾナ・コンプレックスリーグ所属するアリゾナ・コンプレックスリーグ・ドジャースに配属されたが、登板機会がないまま8月25日に契約解除となった。
2023年3月9日、同月4日に行われたトライアウトの合格者として、2シーズンぶりに茨城に練習生として復帰することが発表された。同年7月18日に契約選手に変更となり、7月19日の対埼玉武蔵ヒートベアーズ戦にリリーフ登板するも、被安打2と与四球1で1死も取れずに自責点3を記録して降板、7月27日には再び練習生契約に変更され、最終的に前記1試合の登板にとどまった。シーズン終了後の10月31日に自由契約での退団が発表された。
2025年3月に中華民国（台湾）の社会人チームである列特博生技棒球隊に入団することが発表された。

## 詳細情報

### 独立リーグでの投手成績
出典は「一球速報.com」。
| 年 度   | 球 団   | 登 板 | 先 発 | 完 投 | 完 封 | 無 四 球 | 勝 利 | 敗 戦 | セ 丨 ブ | ホ 丨 ル ド | 勝 率 | 打 者 | 投 球 回 | 被 安 打 | 被 本 塁 打 | 与 四 球 | 敬 遠 | 与 死 球 | 奪 三 振 | 暴 投 | ボ 丨 ク | 失 点 | 自 責 点 | 防 御 率 | W H I P |
| ------- | ------- | ----- | ----- | ----- | ----- | -------- | ----- | ----- | -------- | ----------- | ----- | ----- | -------- | -------- | ----------- | -------- | ----- | -------- | -------- | ----- | -------- | ----- | -------- | -------- | ------- |
| 2021    | 茨城    | 2     | 0     | 0     | 0     | 0        | 0     | 0     | 0        | 0           | .000  | 12    | 0.2      | 0        | 0           | 1        | -     | 0        | 0        | 0     | 0        | 1     | 0        | 0.00     | 1.50    |
| 2023    | 茨城    | 1     | 0     | 0     | 0     | 0        | 0     | 0     | 0        | 0           | .000  | 3     | 0        | 2        | 0           | 1        | -     | 0        | 0        | 0     | 0        | 3     | 3        | ∞        | ∞       |
| 通算2年 | 通算2年 | 3     | 0     | 0     | 0     | 0        | 0     | 0     | 0        | 0           | .000  | 15    | 0.2      | 2        | 0           | 2        | -     | 0        | 0        | 0     | 0        | 4     | 3        | 40.91    | 4.55    |

- 2023年度シーズン終了時。なお2021年のNPB3軍との交流戦は非公式戦扱いのため、成績に含まれない。

### 背番号
- 41 （2021年）
- 47 （2023年）